# Ivan Šipić
Ivan Šipić (Sinj, 24. lipnja 1974.), hrvatski teolog i političar, ministar demografije i useljeništva u šesnaestoj Vladi Republike Hrvatske.

## Životopis
Po struci je diplomirani teolog. Radio je kao vjeroučitelj u nekoliko osnovnih škola. Od 2001. do 2005. bio je član Gradskog vijeća grada Trilja da bi 2008., nakon što je 4 godine bio zamjenik gradonačelnika, postao gradonačelnik do 2021. godine nakon tri mandata.
Od 2016. do 2020. godine bio je HDZ-ov zastupnik u devetom sazivu Hrvatskoga sabora te član četiriju saborskih odbora. S HDZ-om se razišao 2021., uoči lokalnih izbora, kada ga je stranka odbila podržati kao kandidata za gradonačelnika u još jednom mandatu. Zbog toga je na te izbore izašao s nezavisnom listom, s kojom je osvojio pet mandata u Gradskom vijeću i poziciju predsjednika, zahvaljujući podršci Mostovih vijećnika.
Šipić je na parlamentarnim izborima 2024. bio kandidat Domovinskog pokreta u IX. izbornoj jedinici.
Obnaša dužnost ministra demografije i useljeništva u šesnaestoj Vladi Republike Hrvatske od 17. svibnja 2024.